# CB (行际网)
Groupement des Cartes Bancaires CB（意为CB银行卡集团），亦被人们称作CB，是法国的行际网，拥有超过46,000台自动柜员机以及超过100万个EFTPOS受理点。
Carte Bleue维萨双标卡是常见的CB卡。事实上，所有的Carte Bleue卡都是CB卡，但不是所有的CB卡都是Carte Bleue（CB卡也可以是万事达卡）。CB提供ATM和EFTPOS网络基础设施，Carte Bleue是运行于其上的借记卡或支付方式。
1984年，Carte Bleue的六个创始行，外加法国农业信贷银行与法国国民互助信贷银行创建了CB GIE。1992年起，所有的CB卡均为智能卡。